# 겨울 안개
《겨울 안개》는 1989년 1월 9일부터 1989년 1월 31일까지 방영된 문화방송 월화 미니시리즈로, 죽음을 앞둔 40대 여인의 아름다운 사랑과 희생을 그리며, 삶과 죽음, 행복과 불행의 의미를 현대적으로 재조명하는 작품이다.
한편, 1988년 12월 26일이 첫 방영일이어야 하나 연말연시 특집방송 관계로 1989년 1월 9일에 첫 방영되었다. 참고로, 1988년 12월 26일과 27일에는 송년특집 〈서울올림픽 영광의 파노라마〉, 〈열린시대 열린마당〉이 각각 방영되었고, 1989년 1월 2일과 3일에는 신년 특선영화 《부시맨》, 《스카이 라이더》가 각각 방영되었다.
아울러, 여성 특유의 섬세한 감정으로 중년의 위기와 가족의 문제를 그려내는 깔끔한 터치 뿐 아니라 제작에서의 밀도도 높아보였다는 호평을 받아왔으며 해당 작품 드라마 예고가 나가자 김혜자 (서명애 역)가 주역으로 나온 같은 채널 월화 미니시리즈 《모래성》 재판이 아니냐는 말이 나왔다.
이에 연출을 맡은 김한영 PD는 김정수 작가로 해당 드라마의 집필자를 교체했다.

## 줄거리
지방대 조류학과 교수를 남편으로 두고 1남 1녀의 자녀들과 단란한 가정을 꾸리고 사는 중년의 명애는 행복한 여자라고 믿고 산다. 어느 날 자궁암이라는 진단을 받고 남편을 만나러 마산에 내려갔다가 빈 아파트에서 낯선 여자와 사내애를 데리고 찍은 사진을 보고 배신감을 느끼며 자신의 병을 숨기기로 한다. 명숙은 방황 속에서 화가 진우와 가까워지면서 더 살고 싶은 강한 애착이 솟지만 이미 때는 늦고 겨울 산골의 방에서 자신의 죽음을 겸허하게 기다린다.

## 출연
- 김혜자 : 서명애 역
- 임동진 : 송상규 역
- 정동환 : 강진우 역
- 윤소정 : 강민주 역
- 김영란 : 혜련 역
- 남주희 : 송재경 역
- 전현 : 송재섭 역
- 이묵원 : 박교수 역
- 이주실 : 박희숙 역
- 김동주 : 서정애 역
- 강인덕
- 변성현

| 문화방송 월화 미니시리즈                          | 문화방송 월화 미니시리즈                     | 문화방송 월화 미니시리즈                |
| 이전 작품                                         | 작품명                                       | 다음 작품                               |
| ------------------------------------------------- | -------------------------------------------- | --------------------------------------- |
| 도시의 흉년 (1988년 11월 28일 ~ 1988년 12월 19일) | 겨울 안개 (1989년 1월 9일 ~ 1989년 1월 31일) | 철새 (1989년 2월 13일 ~ 1989년 3월 7일) |

1. ↑  정중헌 (1989년 1월 24일). “素材(소재)의 禁忌(금기) 깬 개척적 企㓰(기획) 2편”. 조선일보. 2024년 9월 24일에 확인함.
2. ↑  진성호 (1989년 2월 3일). “"시한부 삶-남편의 背信(배신)완벽한 絶望(절망)이었어요"”. 조선일보. 2024년 9월 24일에 확인함.
3. ↑  진성호 (1989년 2월 3일). “"시한부 삶-남편의 背信(배신)완벽한 絶望(절망)이었어요"”. 조선일보. 2024년 9월 24일에 확인함.